# 贾马尔普尔
贾马尔普尔（Jamalpur），是印度比哈尔邦Munger县的一个城镇。总人口96659（2001年）。

## 人口
该地2001年总人口96659人，其中男性51262人，女性45397人；0—6岁人口13288人，其中男6750人，女6538人；识字率72.79%，其中男性为79.66%，女性为65.04%。